# Ludmila Burianová
Ludmila Burianová (* 11. září 1921) je česká lékařka a bývalá politická vězeňkyně komunistického režimu v Československu.
Pocházela z poměrně chudé rodiny. Měla čtyři sourozence, dva z nich byli kněží. Jeden z nich, Bohuslav Burian, působil v protikomunistickém odboji a převáděl kněze prchající ze země do Rakouska. Na svých cestách u ní několikráte přespal a dostal najíst.
StB Ludmilu Burianovou zatkla v dubnu 1952 a poté z ní, jejího bratra Bohumila a dalších tří lidí vytvořila umělou skupinu. Rozsudky padly v říjnu téhož roku: Ludmila Burianová byla odsouzena k šesti letům vězení (za mřížemi strávila něco přes 5 let), její bratr na 20 let (zemřel 7 let poté na Mírově).